# Cemitério Judaico Berlim Weißensee

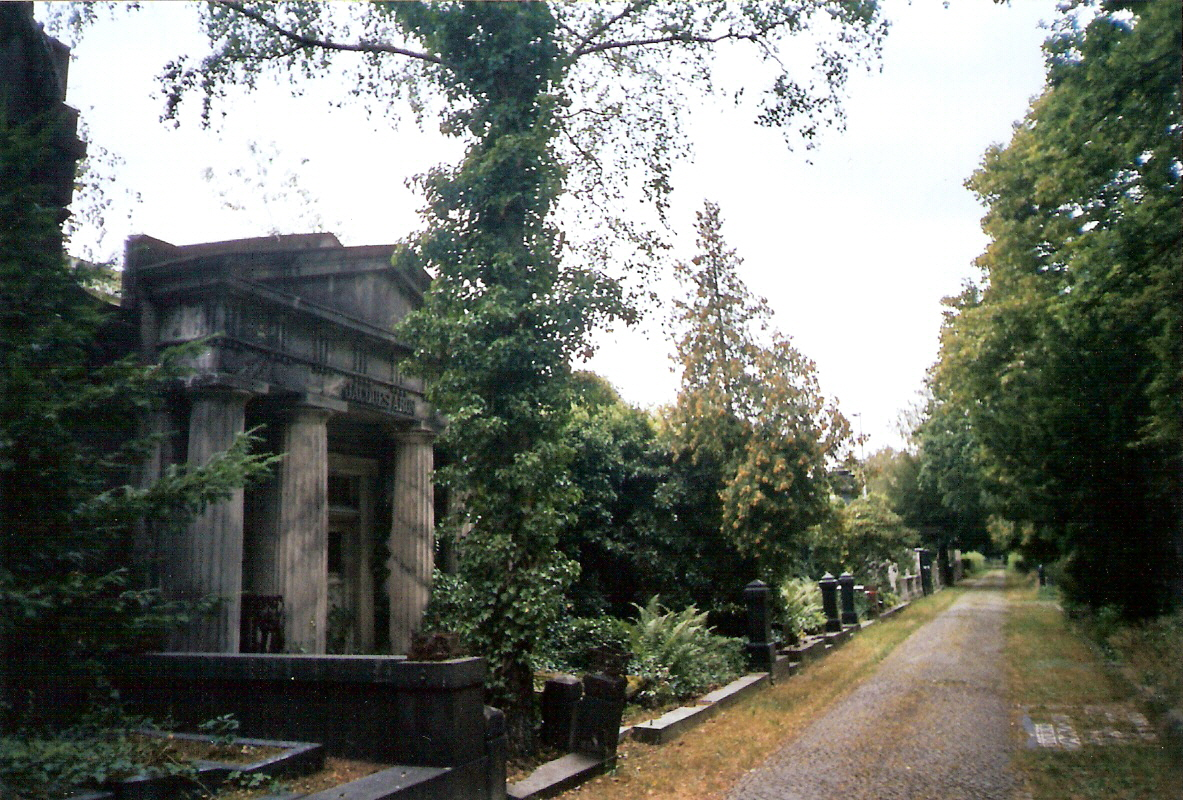
Um mausoleu em art nouveau nos muros do cemitério

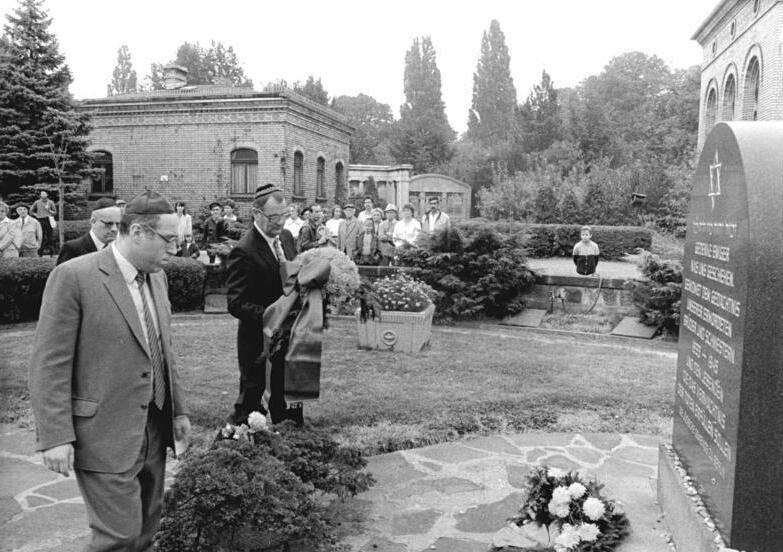
Setembro de 1988

O Cemitério Judaico Berlim Weißensee (em alemão:  Jüdischer Friedhof Berlin-Weißensee) é um cemitério judaico localizado na proximidade de Weißensee em Berlim, Alemanha. É o segundo maior cemitério da Europa. Com área de aproximadamente 42 hectares, contém aproximadamente 115 mil sepulturas.
Após a Segunda Guerra Mundial judeus de todas as partes continuaram a usar o cemitério até 1955. Entre 1955 e a reunificação da Alemanha em 1990, somente a pequena comunidade de Berlim Leste continuou usando o cemitério.

## Sepultamentos notáveis
- Hermann Aron, engenheiro
- Hans Aronson, médico
- Herbert Baum, combatente da resistência antifascista
- Micha Josef Berdyczewski, escritor
- Hermann Cohen, filósofo
- Samuel von Fischer, publisher, founder of the S. Fischer Verlag
- Josef Garbáty, fabricante de cigarros
- Nahum Gergel, sociólogo
- Eugen Goldstein, físico
- Moritz Heimann, escritor
- Stefan Heym, escritor
- Max Hirsch, economista politico
- Max Jaffe, bioquímico
- Berthold Kempinski, comerciante
- Louis Lewandowski, compositor
- Rudolf Mosse, publicista
- Benno Orenstein, empresário
- Hermann Tietz, comerciante
- Wilhelm Traube, químico
- Lesser Ury, pintor
- Theodor Wolff, escritor